# Egídio Boccanegra
Egídio Boccanegra (em italiano: Egidio Boccanegra) foi um almirante da República de Gênova do século XIV, irmão do primeiro doge de Gênova, Simão Boccanegra.

## Vida
Egídio nasceu no início do século XIV e era filho de Tiago de Lanfranco e Ginevra Saraceni. Seu irmão, Simão Boccanegra, tornar-se-ia o primeiro doge de Gênova. Em 1341, tornou-se almirante da Coroa de Castela sob Afonso XI‎‎ (r. 1312–1350) e ajudou na luta contra o Reino Nacérida de Granada. Esteve no Cerco de Algeciras (1342–1344) e em agosto de 1343 foi enviado junto de navios aliadas contra Ceuta, no Magrebe, para infligir derrota à frota do Império Merínida que pretendia ajudar a cidade, mas seu plano foi descoberto pelos inimigos e a missão foi abortada. Nos meses subsequentes, ameaçou largar o cerco se não recebesse o pagamento devido do rei. Nesse tempo, os genoveses estavam lutando há quatro meses sem seus salários, que consistiam em 800 florins por cada navio, mais 1 500 florins pela capitânia.
Por seus serviços ao longo do cerco, Afonso concedeu-lhe o feudo de Palma do Rio, na confluência do Guadalquivir e do Genil sob o título de senhor do Estado da Palma. Após o fim do cerco em março de 1344, recebeu o Alcácer de Manifle, um castelo com jardins em Algeciras, e uma residência em Sevilha. Em 1 de setembro, o rei da Inglaterra Eduardo III (r. 1327–1377) enviou-lhe carta de agradecimento por ter transportado para Algeciras o conde de Derby e sugeriu que o servisse, com o traficante genovês Nicolau Fieschi  servindo de intermediário. Com a queda de seu irmão Simão em 23 de dezembro, que foi obrigado a se refugiar em Pisa, decidiu ficar definitivamente na Península Ibérica, vivendo de seus bens e ofícios.
Três atos do notário Tomásio de Casanova de 29 de dezembro de 1344, seis dias após a queda de Simão, indicam que Egídio regulou seus interesses em Gênova antes de viver definitivamente na Península. A primeira coisa que fez foi conceder uma procuração geral a Aimão Cantello para administrar seu patrimônio genovês, e então nomeou Cantello, seu sogro Percival Riccio e sua esposa Richetta como seus procuradores gerais. Segundo escritura datada de 3 de fevereiro de 1345, venderam a certo Ingão Gentil e seus sócios três dos quatro quintos de uma cocca e baonesca adquiridas por Egídio em Algeciras sob o valor de 1 700 liras genovesas. Por fim, num ato de 27 de setembro de 1347, Ginevra, mãe do almirante, vendeu em nome dele a casa do exilado doge Simão e outra menor.
Em 1350, possivelmente Egídio fazia parte do Conselho de Regência de Castela enquanto Afonso estava conduzindo o Quinto Cerco de Gibraltar, onde morreu de peste. Em 1357, serviu Pedro, o Cruel e ajudou a deter a marcha de Luís de la Cerda sobre Sevilha, fazendo-o prisioneiro. Em 1359, comandou a frota castelhana enviada contra Barcelona, capital de Pedro IV de Aragão, junto de seus filhos Ambrósio e Lançarote, seu irmão Bartolomeu e seu sobrinho Bernardo. Em 1366, no contexto da guerra civil entre Pedro e seu meio-irmão Henrique, debandou para o lado do último quando foi coroado em Burgos. Em 17 de julho do mesmo ano, recebeu a cidade de Utiel. Quando foi forçado a fugir para Portugal, Pedro tentou levar seu tesouro guardado em Sevilha, mas este foi tomado por Egídio e dado a Henrique. Depois da Batalha de Nájera de 3 de abril de 1367, Pedro entrou vitorioso em Sevilha em maio e condenou Egídio à morte. Sua execução ocorreu em setembro. Em 1369, aquando da morte de Pedro e a tomada definitiva do poder por Henrique, este devolveu os bens e o cargo de Egídio a seu filho Ambrósio.